# Arcadie Sarcadi
Arcadie Sarcadi (n. 15 ianuarie 1925, Aiud, România – d. 2002) a fost un jucător român de polo pe apă. El a concurat la Jocurile Olimpice de vară din 1952.